# Шалений Макс
«Шалений Макс» (англ. Mad Max) — австралійський бойовик-антиутопія 1979 року, знятий Джорджом Міллером. У ролі головного героя — Мел Гібсон, тоді ще маловідомий широкій публіці. Кінострічка стала справжньою сенсацією у всьому світі. Вона була буквально задарма продана американцям для світового кінопрокату і в результаті принесла гігантські на той час прибутки у розмірі ста мільйонів доларів. Таким чином, нікчемний бюджет (лише $ 350 тисяч) був перевершений майже в 286 разів. Завдяки цьому «Шалений Макс» навіть був включений у 1998 році до Книги рекордів Гіннесса як найприбутковіший фільм на світі. Не дивно, що після такого грандіозного успіху режисером потім були зняті ще три сиквели.

## Сюжет
У недалекому майбутньому Австралія, що перебуває в антиутопії, стикається з розпадом громадського порядку через масові нестачі нафти та екологічну катастрофу. Член божевільної мотоциклетної банди Кроуфорд «Найтнайдер» Монтезано вбиває новачка офіцера Головного Силового Патруля (MFP) — однієї з останніх правоохоронних організацій із обмеженим фінансуванням — і втікає разом зі своєю дівчиною на спеціальному автомобілі для погонь. Найтнайдер уникає MFP, доки найкращий переслідувач організації, Макс Рокатанскі, не змушує його врізатися в дорожній блок, що призводить до вогняної аварії, в якій гинуть Найтнайдер і його дівчина.
У гаражі MFP Максу показують його новий поліцейський автомобіль: спеціально створений, з наддувом і двигуном V8, чорний Pursuit Special. Розмова між начальником Макса, капітаном Фредом «Фіфі» Макаффі, і комісаром поліції Лабатушем розкриває, що Pursuit Special був наданий, щоб підкупити Макса, який втомився від поліцейської роботи, залишитися в патрулі. Мотоциклетна банда Найтнайдера, очолювана Тоукаттером і Буббою Занетті, влаштовує хаос у місті, псуючи майно, крадучи пальне та тероризуючи населення. Молода пара намагається втекти, але банда знищує їхній автомобіль і нападає на них. Макс і його колега Джим «Гус» Рейнс арештовують молодого протеже Тоукаттера, Джонні-Боя, на місці злочину. У суді не з'являються свідки, і Джонні визнають психічно неспроможним постати перед судом. Попри гнівні заперечення Гуса, Джонні відпускають під опіку Бубби.
Тієї ночі, коли Гус відвідує нічний клуб у місті, Джонні саботує його поліцейський мотоцикл, через що той заклинює на великій швидкості наступного дня, і Гус вилітає з дороги. Ошелешений, але неушкоджений, Гус позичає пікап, щоб відвезти мотоцикл до штаб-квартири MFP. Дорогою Джонні кидає гальмівний барабан через лобове скло, і Гус знову потрапляє в аварію. Тоукаттер змушує неохочого Джонні кинути сірник у уламки пікапа, спалюючи Гуса живцем. Побачивши обгоріле тіло Гуса в реанімації, Макс повідомляє Фіфі, що йде з MFP, щоб зберегти залишки свого здорового глузду. Фіфі переконує його взяти відпустку перед остаточним рішенням, і Макс вирушає в подорож на своєму фургоні разом із дружиною Джессі та маленьким сином «Спрогом» (австралійський сленг для дитини). Коли вони зупиняються, щоб полагодити запасне колесо, Джессі бере Спрога за морозивом і натрапляє на Тоукаттера та його банду. Вона втікає, і сім'я ховається на віддаленій фермі, що належить літній подрузі Мей Свейсі.
Банда продовжує переслідувати Джессі в лісі, захоплюючи Спрога, поки Макс їх шукає. Мей допомагає Джессі звільнити хлопчика, і трійця втікає на універсалі, який ламається. Джессі хапає Спрога і біжить дорогою, але банда просто переїжджає їх. Спрог гине миттєво, а Джессі в критичному стані потрапляє до реанімації. Охоплений люттю через напад на сім'ю, Макс одягає поліцейську форму і без дозволу бере чорний Pursuit Special, щоб переслідувати і знищити членів банди. Він убиває кількох із них, перш ніж потрапляє в пастку, влаштовану Тоукаттером, Буббою і Джонні; Бубба стріляє Максу в ногу і переїжджає йому руку. Макс у відповідь застрелює Буббу з обріза. Тоукаттер і Джонні втікають; Макс, кульгаючи, добирається до машини і переслідує Тоукаттера, змушуючи його виїхати на шлях наближаючого напівпричепа, що призводить до його загибелі.
Нарешті, Макс знаходить Джонні на місці автокатастрофи, де той краде черевики загиблого водія. Джонні стверджує, що не винен у смерті сім'ї Макса, але Макс приковує його ногу наручниками до перевернутої машини і створює примітивний таймер із витікаючого бензину та запальнички Джонні. Він дає Джонні ножівку, кажучи, що той може спробувати перепилити наручники (це займе десять хвилин) або свою щиколотку (п'ять хвилин), якщо хоче вижити. Коли Макс від'їжджає, позаду нього вибухає автомобіль.

## У ролях
- Мел Гібсон — Макс Рокотанскі
- Джоенн Семюел — Джессі Рокотанскі
- Г'ю Кіяс-Берн — Пальцеріз
- Стів Біслі — Джим Гусак
- Тім Барнс — Малюк Джонні
- Роджер Ворд — Фіфі Макаффі
- Ліза Альденховен — медсестра
- Девід Брекс — Мадгатс
- Бертран Кадар — Кланк
- Девід Камерон — Баррі механік
- Робіна Чеффі — співачка в нічному клубі
- Стівен Кларк — Сарс
- Метью Константін — Тодлер
- Джеррі Дей — Зіггі
- Рег Еванс — начальник станції
- Говард Ейнон — Дайбандо
- Макс Фейрчайлд — Бенно Свейзі
- Джон Фарндале — Грайнер
- Пітер Фелмінгем — головний лікар
- Шила Флоранс — Май Свейзі
- Нік Газзана — Старбак
- Гантер Гібб — Лейр
- Вінсент Джил — Кроуфорд «Нічний їздок» Монтізано
- Ендрю Гілмор — Silvertongue
- Джонатан Гарді — комісар поліції Лабатучі
- Брендан Гіт — Спрог Рокотанскі
- Пол Джонстоун — Кандаліні
- Нік Латуріс — Мастльний Щур
- Джон Лей — співробітник Чарлі
- Стів Міллічамп — співробітника Руп
- Філ Мазервелл — лікар-стажист
- Джордж Новак — Скатл
- Джофф Паррі — Бабба Занетті
- Лулу Пінкус — дівчина «Нічного їздока»
- Ніл Томпсон — диктор новин
- Біллі Тісделл — Майджи
- Джил Такер — народний спостерігач
- Кім Салліван — Дівчина в Шевроле
- Джон Арнольд
- Том Броадбрідж
- Пітер Кулпан
- Пітер Форд
- Клайв Гірн
- Телфорд Джексон
- Крістін Каман
- Джоан Леч
- Керрі Міллер
- Джанін Огден
- Ді Трелур
- Вернон Вівер
- Пол Янґ
- Брендан Янґ
- Аманда Магглтон

## Цікаві факти
- Приблизно 20 % запланованих автомобільних погонь так і не були зняті через відсутність грошових коштів.
- Кілька фраз, які Нічний Їздець говорить по радіо, повторюють текст пісні «Rocker» групи «AC/DC».
- Мотоцикл Гуса — «1977 Kawasaki KZ 1000».
- Мел Гібсон спеціально не проходив проби для фільму. Він пішов на проби за компанію зі своїм другом. Позаяк в попередню ніч він побився в барі, його обличчя було в синцях і неймовірно розпухло. Мелу сказали, що він може повернутися через три тижні для проб на ролі всіляких фріків, присутніх у фільмі. Він прийшов через три тижні, його ніхто не впізнав, але зате йому запропонували пройти проби на головну роль у фільмі.
- Машина Макса — «Ford XB Falcon Coupe». Дана модель продавалася в Австралії з грудня 1973 по серпень 1976.
- Тільки дві оригінальні моделі «Перехоплювача» були використані в трилогії «Шалений Макс». Машина, що використовувалась в першому фільмі, була модифікована для знімання другого фільму (всі плани всередині машини і зовнішні великі плани автомобіля). Після закінчення знімання другої частини цю машину купив і відновив Боб Форсенко. Тепер[коли?] вона перебуває в «Cars of the Stars Motor Museum» в Англії. Другий автомобіль був використаний тільки для сцен автомобільних погонь в другому фільмі. Як і у фільмі, автомобіль був розбитий вщент. Автомобіль, який знаходиться в «Planet Hollywood», є точною копією і ніколи не був використаний ні в одному з фільмів.
- Машина Нічного Їздока на початку фільму — «HQ Holden Monaro», що продавалася в Австралії на початку 1970-х у різних комплектаціях. Поліцейські машини у фільмі — седан-версії «XB».
- Жовта машина Макса — «Ford Falcon XB sedan».
- Кілька машин, використані як поліцейські автомобілі, були перефарбовані для знімання в інших сценах.
- Мікроавтобус, який розбивають на початку фільму, належав Джорджу Міллеру.
- Особистий поліцейський номер Макса — 4073, Джима Гуса — 2241, Чарлі — 3840 або 3842.
- Так як актор був досить невідомий на момент виходу фільму, в різних роликах картини практично не було Мела Гібсона, а вся увага приділялася автомобільним погоням і аваріям.
- Через обмежений бюджет у фільмі були використані списані поліцейські машини. Тільки Мел Гібсон носив одяг з справжньої шкіри. Всі інші поліцейські носили одяг з вінілопласта.
- «Шалений Макс» став першим австралійським фільмом, знятим у широкоформатному анаморфному форматі.

## Нагороди
| Премія              | Категорія                       | Переможець/Номінт | Результат |
| ------------------- | ------------------------------- | ----------------- | --------- |
| Премія AACTA (1979) | Найкращий фільм                 | Байрон Кеннеді    | Номінація |
| Премія AACTA (1979) | Найкраща режисура               | Джордж Міллер     | Номінація |
| Премія AACTA (1979) | Найкращий оригінальний сценарій | Джордж Міллер     | Номінація |
| Премія AACTA (1979) | Найкращий оригінальний сценарій | Джеймс МакКосланд | Номінація |
| Премія AACTA (1979) | Найкращий монтаж                | Кліфф Гейес       | Перемога  |
| Премія AACTA (1979) | Найкращий монтаж                | Тоні Патерсон     | Перемога  |
| Премія AACTA (1979) | Найкраща музика                 | Брайан Мей        | Перемога  |
| Премія AACTA (1979) | Найкращий звук                  | Нед Доусон        | Перемога  |
| Премія AACTA (1979) | Найкращий звук                  | Байрон Кеннеді    | Перемога  |
| Премія AACTA (1979) | Найкращий звук                  | Роджер Саваж      | Перемога  |
| Премія AACTA (1979) | Найкращий звук                  | Ґарі Вілкінс      | Перемога  |

## Саундтрек
| Список треків | Список треків                       | Список треків |
| #             | Назва                               | Тривалість    |
| ------------- | ----------------------------------- | ------------- |
| 1.            | «Main Title»                        | 2:03          |
| 2.            | «Max the Hunter»                    | 2:10          |
| 3.            | «Max Decides on Vengeance»          | 2:40          |
| 4.            | «Final Chase»                       | 1:47          |
| 5.            | «Terrible Death of Jim Goose»       | 1:42          |
| 6.            | «We'll Give 'em Back Their Heroes»  | 1:13          |
| 7.            | «Pain and Triumph»                  | 2:15          |
| 8.            | «Dazed Goose»                       | 0:35          |
| 9.            | «Foreboding in the Vast Landscape»  | 2:08          |
| 10.           | «Declaration of War»                | 1:30          |
| 11.           | «Flight From the Evil Toecutter»    | 2:25          |
| 12.           | «Pursuit and Tragedy»               | 1:55          |
| 13.           | «Jesse Alone, Uneasy and Exhausted» | 1:40          |
| 14.           | «Beach House»                       | 1:55          |
| 15.           | «Nightriders Rave»                  | 1:20          |
| 16.           | «Jesse Searches for Her Child»      | 0:55          |
| 17.           | «Rampage of the Toecutter»          | 1:47          |
| 18.           | «Crazing of Johnny the Boy»         | 2:05          |
| 19.           | «Outtakes Suite»                    | 6:00          |
| 38:15         |                                     |               |

## Виноски
1. ↑  Також «Скажений Макс» або «Божевільний Макс»